# Espectroscopia rotacional

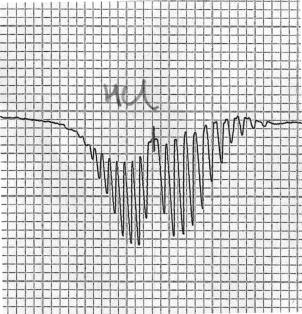
Parte do espectro rotacional-vibracional do gás HCl, mostrando a presença das faixas P- e R-. A frequência está no eixo x, e a transmitância no eixo y.

Espectroscopia rotacional ou espectoscopia de microondas estuda a absorção e emissão de radiação eletromagnética (tipicamente na região de microondas do espectro eletromagnético por moléculas associadas com uma correspondente mudança no número quântico rotacional da molécula.